# Bragin
Bragin (rusky Брагин, bělorusky Брагін) je běloruské sídlo městského typu, které se nachází v Gomelské oblasti. Nachází se poblíž Poleské státní radiačně-ekologické rezervace, vytvořené po černobylské havárii, v důsledku které se přestěhovalo do míst nezasažených radioaktivním spadem již 1 651 rodin (4 892 osob).

## Geografie

### Geografické umístění
Nachází se 119 km jihozápadně od Homelu, 357 km jižně od Minsku a 28 km od vlakového nádraží Chojniki (na lince Chojniki — Homel).

### Vodní soustava
Důležitou řekou v oblasti je Braginka. Na jihu jsou odvodňovací kanály. V současné době jsou řeka a její kanály v hrozivém stavu. Společnost aktivně pracuje na zlepšení a čistí řeku.

## Historie
Sídlo je poprvé zmíněno v Ipatěvském spise v roce 1147 jako významné město v Kyjevské Rusi.

### Nacistické vyhlazování
Značná část obyvatelstva byla tradičně židovského původu. Do konce 19. století, 2 254 ze 4 311 obyvatel byli Židé. Mnoho Židů v této oblasti bylo zabito německými vojsky během druhé světové války:
| „ | Dne 13. září 1941 bylo židům nařízeno, aby se shromáždili ve škole kvůli výběrové kontrole, když ale 300 židů přišlo v danou dobu ke škole, byli obklopeni Němci. Poté je Němci vyvedli ve skupinách na okraj obce a postříleli je. | “ |

### Černobylská havárie
V důsledku černobylské havárie byla oblast Braginu kontaminována radioaktivitní spadem. Celkem 52 osad bylo přesídleno a 9 zasypáno půdou. Jen z Braginu se samo odstěhovalo 1 651 rodin (4 892 osob).

## Obyvatelstvo
Bragin je mnohonárodnostní sídlo. V současné době jsou zde zástupci téměř všech národností bývalého Sovětského svazu, převážně ale původní obyvatelstvo — Bělorusové, Ukrajinci a Rusové.

## Doprava
Silnice spojuje města i obce Chojniki, Komarno, Rečyca, Loev, Homel a Žiliči.